# Białaczka (fitopatologia)

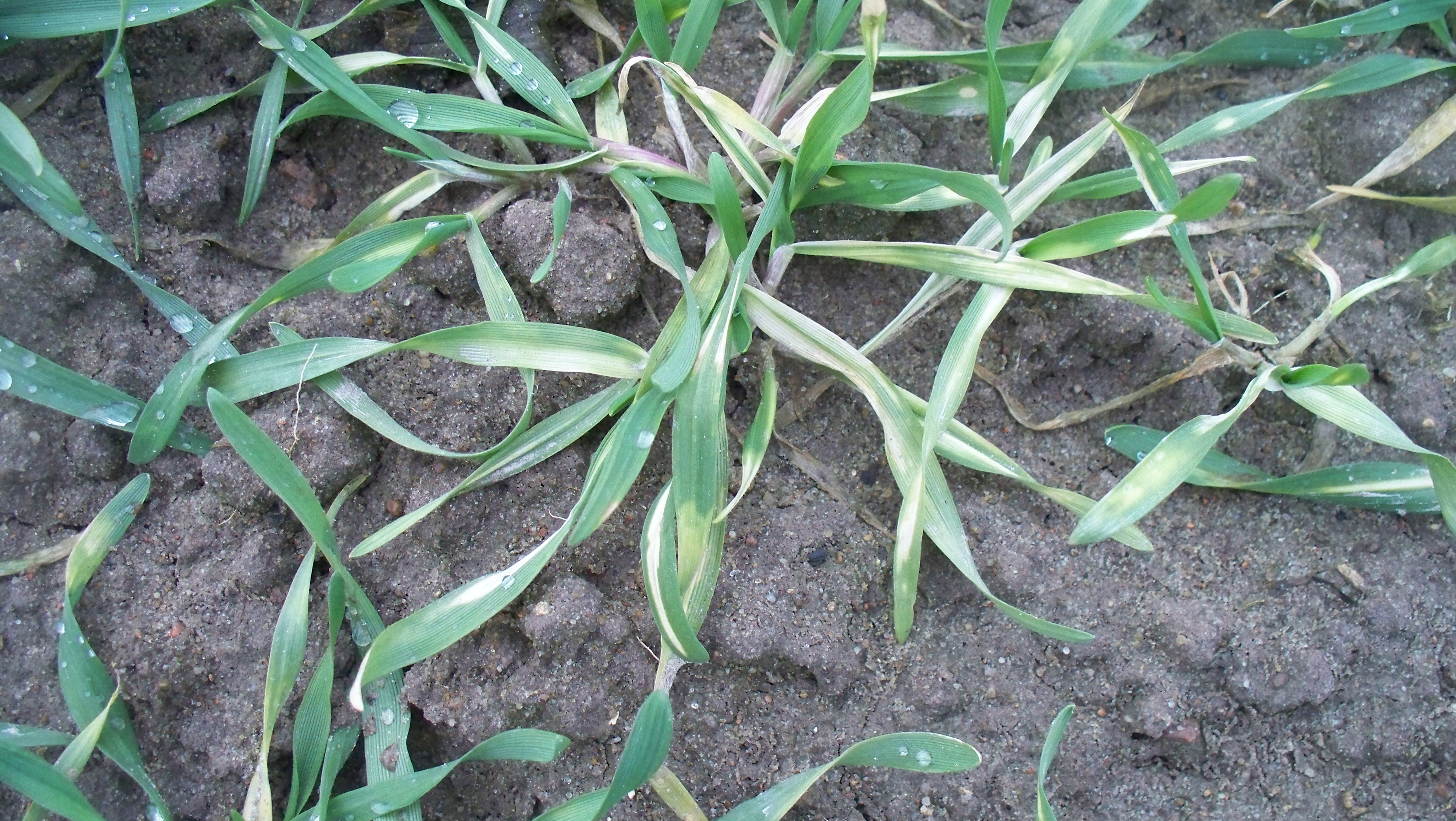
Białaczka żyta wywołana herbicydem

Białaczka, bielactwo, albinizm (u roślin) – całkowity zanik zielonego barwnika – chlorofilu w chloroplastach. Występować może w całych narządach lub pojawiać się na nich w postaci plam. Może być zjawiskiem dziedzicznym lub bywa wywoływana przez wirusy, czasami spowodowana jest przez herbicydy lub oparzeliznę słoneczną roślin.